# Ficțiune speculativă în Polonia

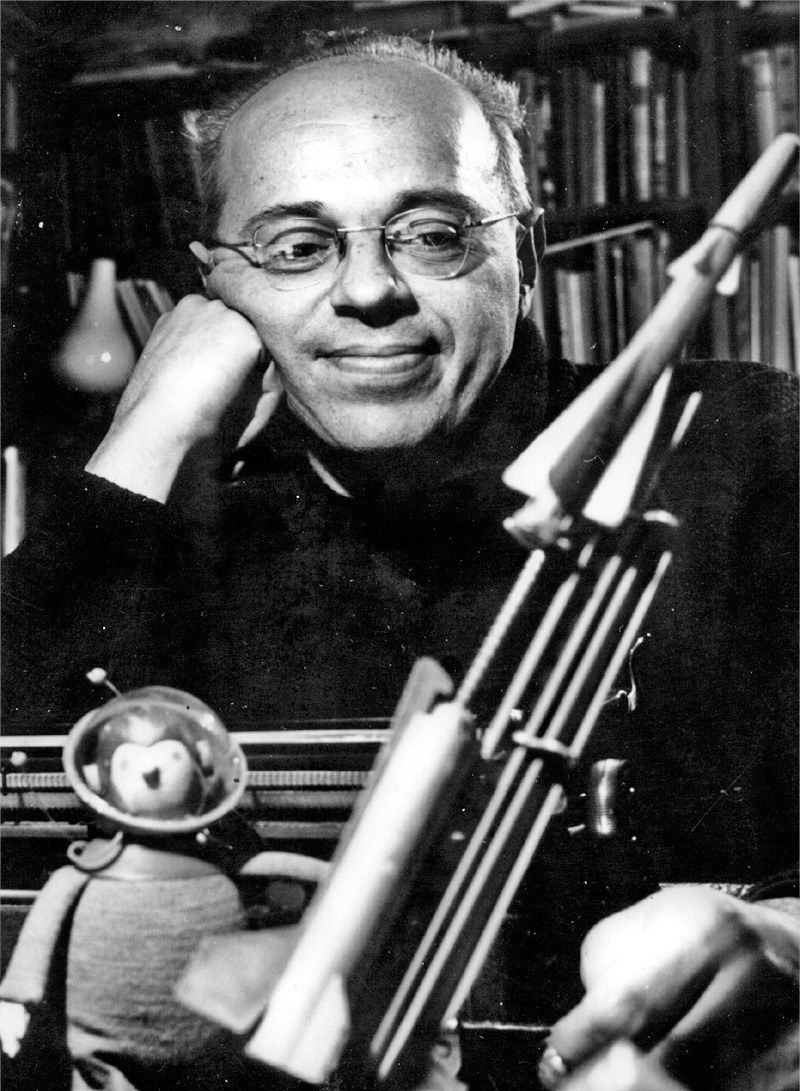
Stanisław Lem, cel mai faimos scriitor polonez de literatură științifico-fantastică

Științifico-fantasticul în Polonia datează de la sfârșitul secolului al XIX-lea sub influența lucrărilor lui Jules Verne. În ultimii ani ai Republicii Populare Polone, științifico-fantasticul social era un gen foarte popular al științifico-fantasticului. Ulterior, multe alte genuri au câștigat proeminență. În prezent, există mulți scriitori polonezi de literatură științifico-fantastică . Pe plan internațional, cel mai cunoscut scriitor polonez de literatură științifico-fantastică este Stanisław Lem. Ca și în alte țări, științifico-fantasticului polonez este strâns legat de genurile de fantezie, de groază și de altele. Chiar dacă mulți scriitori de limbă engleză au fost traduși în poloneză, relativ puțini scriitori de limbă poloneză au fost traduși în limba engleză.
Termenul de ficțiune științifico-fantastică a fost folosit pentru prima dată în revizuirea uneia dintre cărțile lui Stanisław Lem, considerat cel mai remarcabil reprezentant al literaturii științifico-fantastice din Polonia. În anii 1970, au apărut primele organizații fandom, împreună cu primele fanzine.

## Istorie

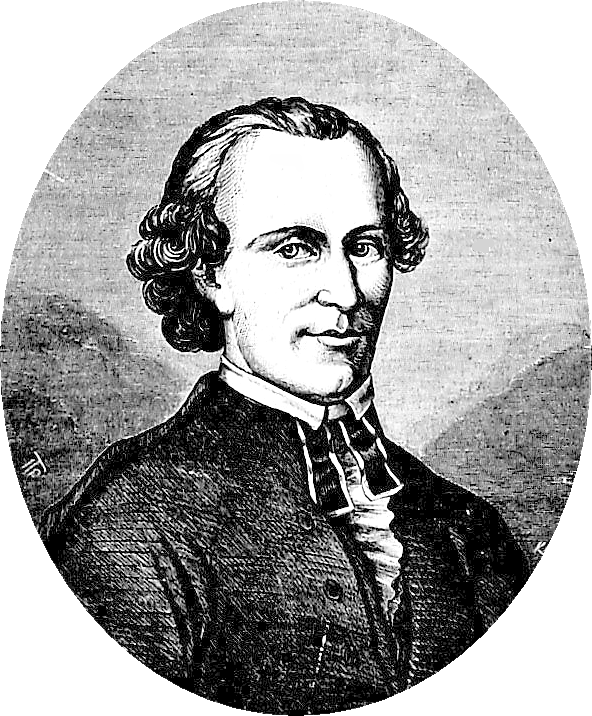
Michał Dymitr Krajewski - autor al primei descrieri a unei călătorii pe Lună în literatura poloneză

Științifico-fantasticul din Polonia a început la sfârșitul secolului al XVIII-lea în timpul Iluminismului polonez, când Michał Dymitr Krajewski a scris un roman despre aventurile unui polonez pe Lună, Povestea lui Wojciech Zdarzyński despre viața și experiențele sale (Wojciech Zdarzyński życie i przypadki swoje opisujący). A urmat Aventurile domnului Nicolas Înțeleptul (Mikołaja Doświadczyńskiego przypadki, 1776) de Ignacy Krasicki. La mijlocul secolului al XIX-lea, în epoca romantismului din Polonia, Adam Mickiewicz, socotit de mulți a fi poet de top din Polonia, de asemenea, a lucrat la un roman științifico-fantastic în stilul lui Verne - O istorie a viitorului, dar niciodată nu l-a publicat (doar au rămas câteva fragmente). Mai târziu în același secol, perioada pozitivismului din Polonia a adus mai mulți scriitori explorând teme similare cu Verne și HG Wells, printre care Władysław Umiński, Włodzimierz Zagórski și Sygurd Wiśniowski. Cu toate acestea, probabil cel mai faimos scriitor polonez al vremii, Bolesław Prus, a folosit elemente de science fiction în ficțiunea sa mainstream. De exemplu, romanul său Lalka include un „om de știință nebun”, precum și un metal „mai ușor decât aerul”. Teme asemănătoare se regăsesc în lucrările colegului lui Prus, Ștefan Żeromski, cu „casele sale de sticlă” din Przedwiośnie și „razele morții” din Róża. 
La începutul secolului al XX-lea, Jerzy Żuławski a fost probabil cel mai popular autor polonez de science fiction, cu Trilogia Lunii (Trylogia księżycowa), o capodoperă pentru timpul și locul compoziției sale. Lucrări similare au fost create de Tadeusz Konczyński, Wacław Gąsiorowski și Maria Julia Zaleska. În timpul celei de-A Doua Republică Poloneză au urmat și alți scriitori în acest gen. Edmund Kruger și Kazimierz Andrzej Czyżowski erau cunoscuți pentru numeroasele cărți adresate publicului mai tânăr; Bruno Winawer pentru lucrările sale satirice și Jerzy Rychliński și Ferdynand Antoni Ossendowski pentru viziunea catastrofală a viitorului război. Romanul științifico-fantastic al lui Antoni Słonimski Dwa końce świata (Două sfârșituri ale lumii, 1937) este probabil cea mai cunoscută lucrare distopică din aceea perioadă. În romanul său anterior, Torpeda czasu (Torpila timpului, din 1924), profesorul Pankton, un om de știință din secolul al XXII-lea, a reușit să construiască o torpilă a timpului, o mașină care să-i permită să facă o călătorie în timp. Eroul, ghidat de intenții nobile, alături de tovarășii săi, decide să plece în Franța din secolul al XVIII-lea pentru a preveni Războaiele Napoleoniene, pentru a consolida democrația și a accelera astfel dezvoltarea umanității. El reușește să-l înlăture pe Napoleon Bonaparte de la putere, dar ca urmare a unor evenimente neprevăzute și reacții moderne, el nu-și poate pune în aplicare tot planul. După această misiunea nereușită, el decide să se întoarcă înapoi în anul 2123, dar pe parcursul călătoriei se dizolvă în nimic, ca urmare a schimbării istoriei, el nu s-a născut niciodată.
După cel de-al doilea război mondial, în primul deceniu al Republicii Populare Polone, științifico-fantasticul a fost folosit ca un instrument de propagandă de către regimul comunist, cu scopul principal de a arăta "viitorul luminos" al comunismului. Numai după moartea lui Iosif Stalin scriitorii polonezi au câștigat mai multă libertate și au început să pună la îndoială realitatea din jurul lor, deși mereu s-au luptat cu cenzura. În acel moment liderul necontestat al științifico-fantasticului din Polonia a fost Stanisław Lem, care la început a pus la îndoială acțiunile regimului în Memoriile găsite într-o cadă (Pamiętnik znaleziony w wannie). El a fost urmat de Janusz A. Zajdel, Konrad Fiałkowski și Czesław Chruszczewski, iar de la mijlocul anilor 1970 pentru o perioadă scurtă de scrierile aclamate ale lui Adam Wiśniewski-Snerg . 

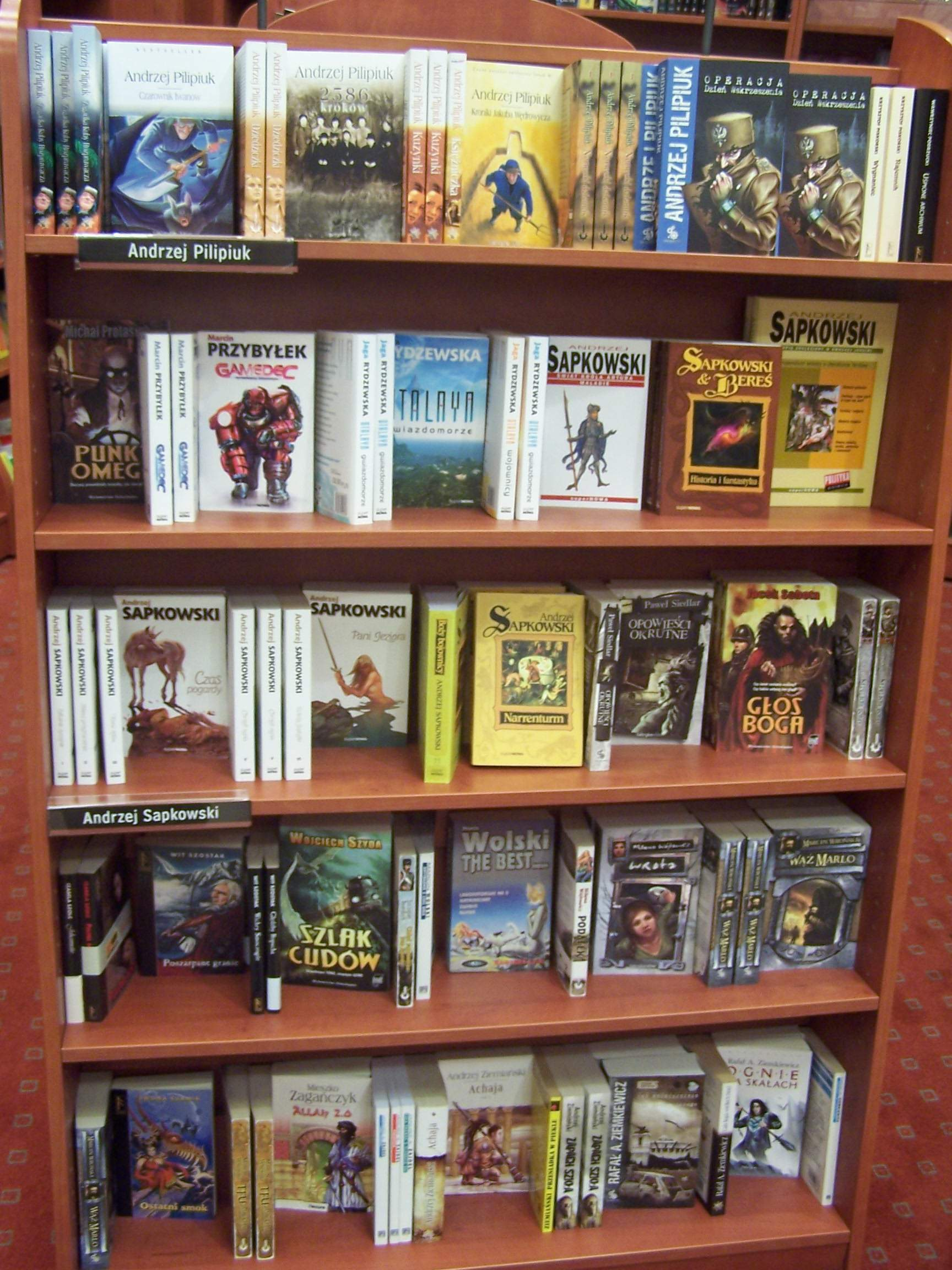
Rafturile dintr-o librărie (din Empik, Katowice), conținând numai noile lansări de cărți de science fiction și fantezie de către autori polonezi cu nume de familie de la P la Z (aproximativ din prima jumătate a anului 2006). În ciuda popularității lor în Polonia, practic nici una dintre aceste cărți nu a fost tradusă în limba engleză.

La sfârșitul anilor 1970, genul științifico-fantastic social (poloneză: fantastyka socjologiczna) a apărut în Republica Populară Polonă. În aceea perioadă s-a concentrat asupra dezvoltării societăților dominate de guvernele totalitare. Genul a fost dominat de Janusz A. Zajdel (Limes Inferior, Paradyzja), Edmund Wnuk-Lipiński (trilogia Apostezjon ), Adam Wiśniewski-Snerg și Marek Oramus. Unele lucrări ale lui Stanisław Lem pot fi, de asemenea, clasificate în acest gen. Setările fantastice ale cărților acestui gen erau de obicei doar un pretext pentru analizarea structurii societății poloneze și erau întotdeauna pline de aluzii la realitate. După revoluțiile din 1989, când utilizarea exemplelor din lumea reală în ficțiune a devenit sigură în fostele țări din Blocul Est, genul s-a transformat în mare parte în ficțiune politică, reprezentată de scriitori precum Rafał A. Ziemkiewicz, deși un ecou este vizibil în anii 1990 prin duologia distopică / hard sf a lui Tomasz Kołodziejczak. 
Fantezia poloneză a început să apară la sfârșitul anilor 1980. Printre autori polonezi notabili ca scriitori de fantezie se numără Andrzej Sapkowski (seria Wiedźmin) și Feliks W. Kres (Lumea Szerer). O altă serie de fantezie din aceea perioadă a fost scrisă de Konrad Lewandowski (Ksin). 
În anii 1980 au fost lansate și benzi desenate poloneze cu teme de fantezie și științifico-fantastice, cum ar fi seria de șase cărți de benzi desenate Wiedźmin și seria de benzi desenate științifico-fantastice Funky Koval (scenariu Maciej Parowski și Jacek Rodek, desene de Bogusław Polch). Seria Funky Koval este format din patru cărți Bez oddechu (Fără respirație, 1987), Sam przeciw wszystkim (Sam împotriva tuturor, 1988), Wbrew sobie (Împotriva celuilalt, 1992) și Wrogie przejęcie (Preluare ostilă, 2011).
În anii 1990 a apărut o explozie de traduceri, în principal din literatura occidentală (limba engleză). Cea mai importantă editură poloneză specializată în literatura științifico-fantastică și fantasy din Polonia a fost SuperNOWA. Scena a fost transformată în jurul și după anul 2002, când SuperNOWA și-a pierdut poziția dominantă, și au apărut mulți scriitori polonezi noi, așa-zisa "Generație 2002".
În prezent, o mare parte din literatură științifico-fantastică se aseamănă cu cea de limbă engleză. Există mulți scriitori polonezi de literatură științifico-fantastică, precum și scriitori de fantezie, iar lucrările lor variază de la istorii alternative până la hard science fiction. Cel mai bun scriitor de ficțiune polonez este, fără îndoială, Stanisław Lem, deși mulți alți scriitori pot fi considerați de talie mondială, cărțile lor fiind traduse în multe limbi (mai ales europene). Relativ puține lucrări științifico-fantastice din limba poloneză au fost traduse în limba engleză, deși nenumărați scriitori de limbă engleză au fost traduși în limba poloneză.

## Scriitori moderni

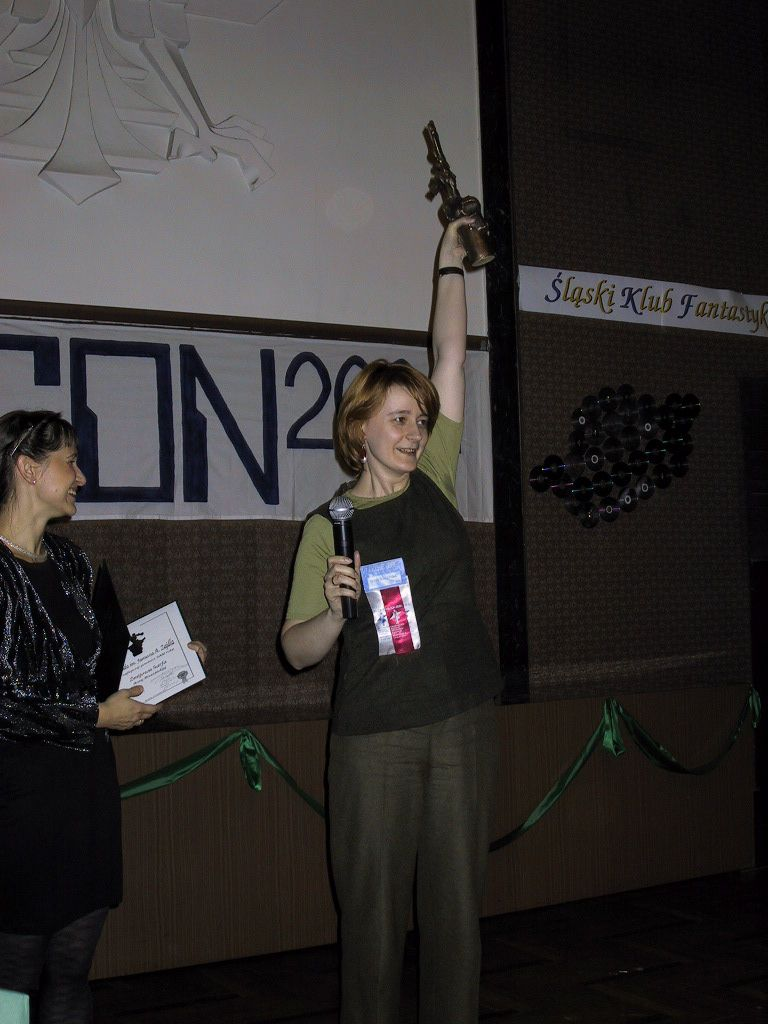
Anna Brzezińska la ceremonia de decernare a premiului Janusz A. Zajdel la Polcon 2001 din Katowice.

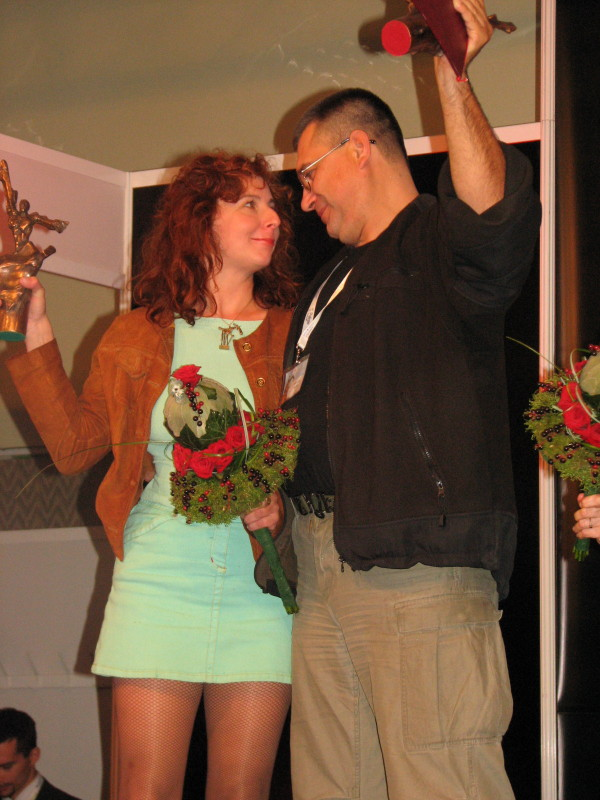
Kossakowska şi Grzędowicz în 2007 la premiile Zajdel Awards

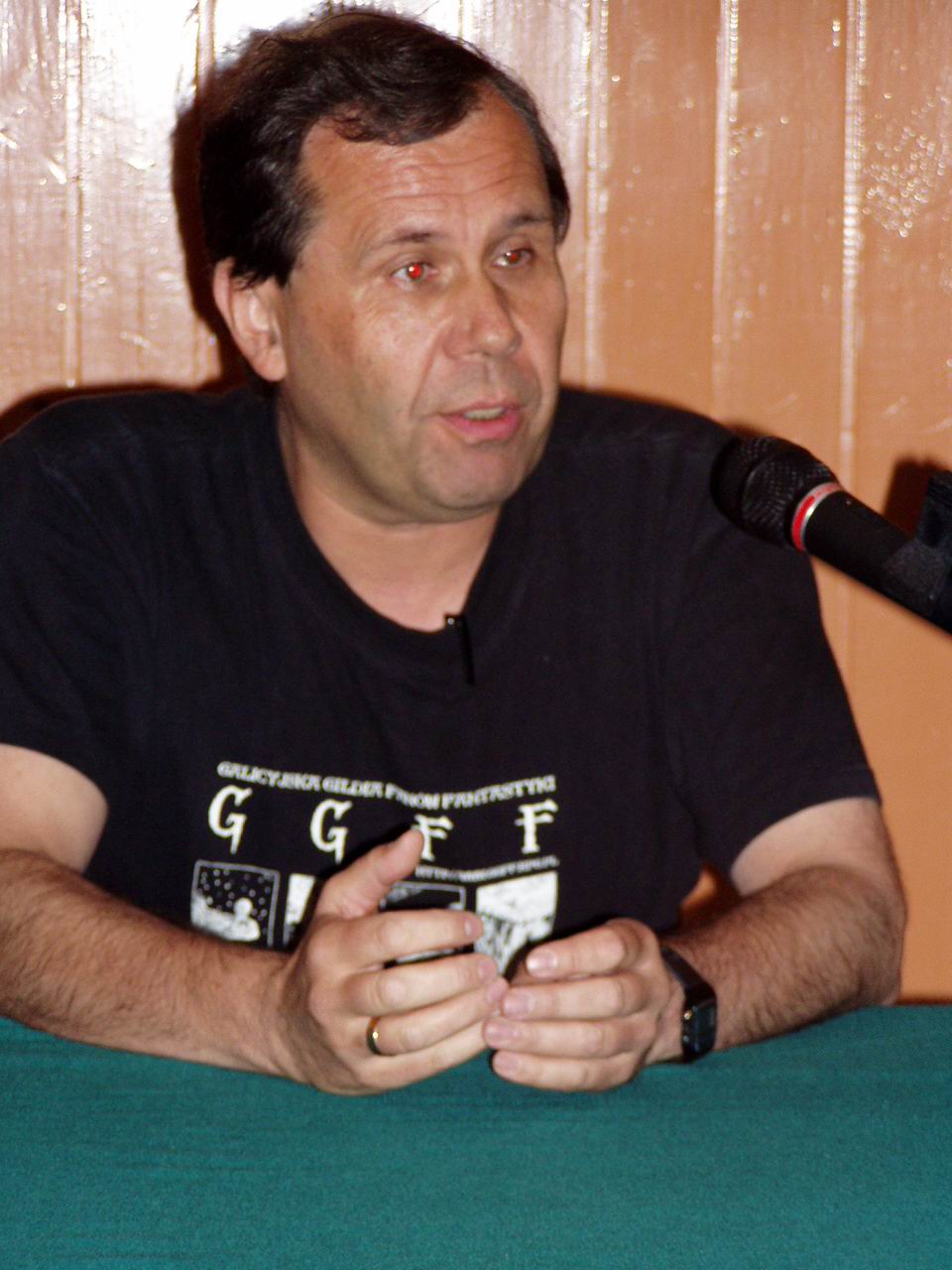
Marek S. Huberath la Polcon 2005.

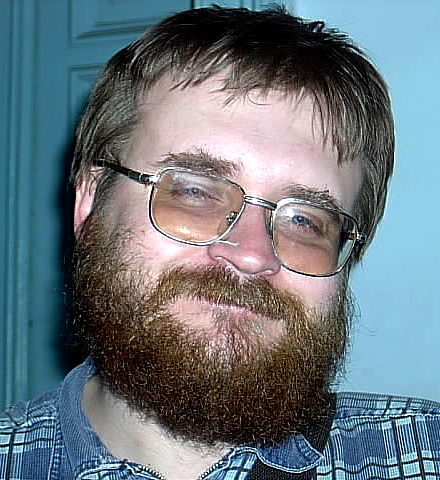
Andrzej Pilipiuk.

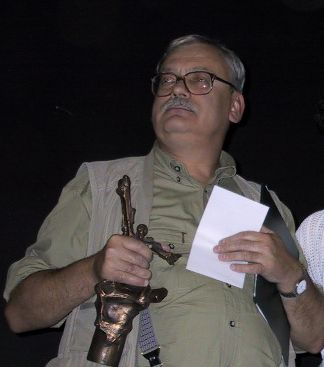
Andrzej Sapkowski.

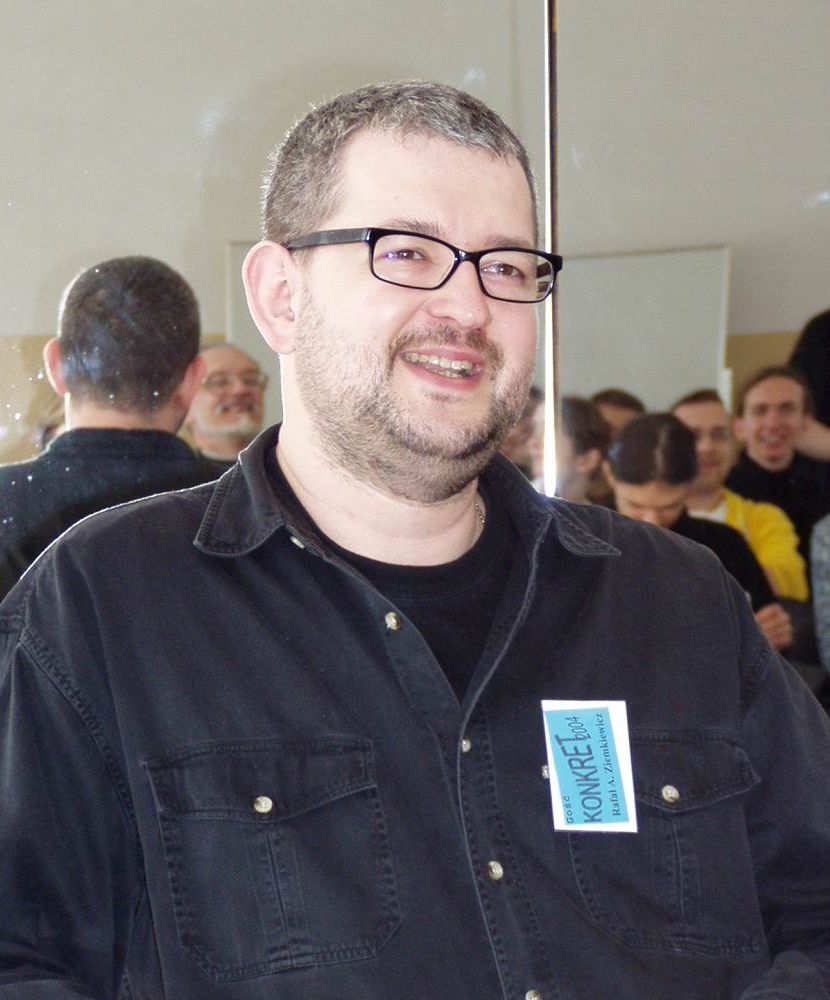
Rafał A. Ziemkiewicz.

Printre scriitorii polonezi moderni de literatură științifico-fantastică și fantastică se numără Ewa Białołęcka, Anna Brzezińska, Michał Cholewa, Eugeniusz Dębski, Jacek Dukaj, Jarosław Grzędowicz, Anna Kańtoch, Tomasz Kołodziejczak, Marek Huberath, Maja Lidia Kossakowska, Feliks W. Kres, Jacek Komuda,  Stanisław Lem, Konrad T. Lewandowski, Łukasz Orbitowski, Romuald Pawlak, Jacek Piekara, Andrzej Pilipiuk, Andrzej Sapkowski, Jacek Sobota, Wit Szostak, Robert Wegner, Janusz Zajdel, Rafał A. Ziemkiewicz, Andrzej Zimniak și Andrzej Ziemiański.
Anna Brzezińska (n. 1971) este unul dintre cei mai tineri scriitori polonezi, ea este cunoscută pentru saga sa de fantezie în lucru. Prima carte a seriei (Zbójecki Gościniec - Autostradă bandiților) a fost lansată în 1999 și revizuită ca Plewy na wietrze (Alunecare în vânt) în 2006. A mai scris romane ca Żmijowa harfa (Harpa întunecată) în 2000, Letni deszcz. Kielich (Ploaie de vară. Pocalul) în 2004, Za króla, ojczyznę i garść złota (Pentru rege, patrie și o mână de aur) (în colaborare cu Grzegorz Wiśniewski) în 2007,  Na ziemi niczyjej (În țara nimănui) (în colaborare cu Grzegorz Wiśniewski) în 2008.
Eugeniusz Dębski „EuGeniusz” (n. 1952) este un scriitor de fantezie și de science fiction, traducător, este cel mai bine cunoscut pentru două serii - povestirile science fiction ale detectivului Owen Yeates și aventurile pline de umor ale unui Cavaler Cameleon, Hondelyk.
Jacek Dukaj (n. 1974) este unul dintre cei mai apreciați scriitori ai anilor 1990 și 2000 și câștigător al mai multor premii, inclusiv Premiul Uniunii Europene pentru Literatură și Premiul Janusz A. Zajdel. El este cunoscut pentru complexitatea cărților sale și se spune adesea că o singură scurtă poveste a lui Dukaj conține mai multe idei decât opera integrală a altor scriitori. Cărțile lui sunt în general hard sf; temele populare includ singularitatea tehnologică, nanotehnologia și realitatea virtuală. Printre scriitorii săi favorizați se numără australianul Greg Egan, iar cărțile lui Dukaj au o asemănare cu cele ale lui Egan. În 1997 a publicat două romane scurte: Xavras Wyżryn și Zanim noc (Înaintea nopții), a urmat un roman scurt în 2001, Aguerre w świcie. În 2001 a publicat romanul Czarne oceany (Oceane negre) - la mijlocul secolului al XXI-lea, se produce brusc un eveniment asemănător singularității tehnologice, care duce la transformarea Pământului într-o lume bizară. Alte romane Extensa (2002), Inne pieśni (2003), Perfekcyjna niedoskonałość (O imperfecțiune ideală, 2004), Lód (Gheață, 3007, roman de istorie alternativă), Wroniec (2009), Starość aksolotla (2015), Imperium chmur (Imperiul norilor, 2018).
Jarosław Grzędowicz (n. 1965) este un autor de povestiri de fantezie, câștigător al premiului Zajdel pentru carte și povestire scurtă în 2005. A publicat cărți ca Księga jesiennych demonów (Cartea demonilor de toamnă), antologia Pan Lodowego Ogrodu (Domnul Grădinii de Gheață).
Anna Kańtoch (n. 1976) este o scriitoare de povestiri de fantezie și polițiste. Povestirea ei scurtă din 2008 Światy Dantego, povestirea din 2010 Duchy w maszynach, povestirea din  2013 Człowiek nieciągły, povestirea din  2014 Sztuka porozumienia și romanul său din 2009 Przedksiężycowi au primit toate premiul Janusz A. Zajdel.
Tomasz Kołodziejczak (n. 1967) este un scriitor de științifico-fantastice și fantazie, scenarist, editor de cărți, benzi desenate și jocuri de rol. A scris romane științifico-fantastice ca Wybierz swoją śmierć (Alege-ți moartea, 1990), Kolory Sztandarów (Culorile steagurilor, 1996), Schwytany w światła (Captiv în lumină, 1999) și romane fantastice ca Krew i kamień (Sânge și piatră, 1994), Czarny Horyzont (Orizont negru, 2010) și Biała Reduta, vol. 1 (Reduta albă, 2014).
Marek Huberath (n. 1954) este profesor de fizică și autor al mai multor povestiri, el se concentrează asupra aspectelor umaniste (psihologie, sentimente, motivații, etc.) ale personajelor sale. În 1997 a scris romanul științifico-fantastic Gniazdo światów (Cuibul lumilor) care are loc într-un univers care seamănă cu lumea reală, dar cu legi fizice și organizare socială diferite, de exemplu dilatarea timpului depinde de distanța unei persoane sau a unui obiect dat de planetă. A primit premiul Janusz A. Zajdel pentru povestirea Kara większa în 1991 și pentru romanul Gniazdo światów în 1997.
Maja Lidia Kossakowska (n. 1972) este o scriitoare de fantezie, tema ei preferată este apariția frecventă a îngerilor. Povestirea ei Smok tańczy dla Chung Fonga (Dragonul dansează pentru Chung Fong) a câștigat premiul Janusz A. Zajdel în 2007. Este soția scriitorului Jarosław Grzędowicz.
Feliks W. Kres (n. 1966 ca Witold Chmielecki) este cel mai bine cunoscut pentru cele două cicluri de fantezie: Księga całości (Cartea întregului), care are loc pe o lume numită Szerer, unde pisicile și vulturii precum și oamenii sunt ființe inteligente, și Piekło i szpada (Iad și sabie), o fantezie întunecată care are într-un secol al XVII-lea alternativ, în care demonii și ființe mai vechi decât Satana interacționează deschis cu omenirea.
Jacek Komuda (n. 1972) este cunoscut pentru poveștile sale fantastice stabilite în Uniunea statală polono-lituaniană; lucrările sale adesea seamănă foarte mult cu romanul istoric, deși conține elementele supranaturale, cum ar fi vrăjitoarele și dracii. El este, de asemenea, unul dintre autorii jocului de rol Dzikie Pola (Ținuturi sălbatice) stabilit în aceeași perioadă.
Stanisław Lem (1921-2006) a fost cel mai apreciat și renumit scriitor de science fiction din Polonia (deși a renunțat la scrierea în genul science fiction înainte de anii 1990), și singurul căruia i s-au tradus majoritatea operelor sale în limba engleză și în alte limbi. Adesea, a folosit teme precum speculațiile filozofice privind tehnologia, natura inteligenței, imposibilitatea comunicării și înțelegerii reciproce și locul omenirii în univers. Lucrările sale sunt uneori prezentate ca ficțiune, pentru a evita capcanele vieții academice și limitele cititorilor și stilului științific, în timp ce alte lucrări ale sale au forma unor eseuri și cărți filosofice. Romane traduse în limba română Spitalul transfiguraților, Omul de pe Marte,  Astronauții, Norul lui Magellan, Eden, Întoarcerea din stele, Solaris, Edificiul nebuniei absolute, Glasul Domnului, Catârul sau Pace pe Pământ. Colecții de povestiri scurte	scrise de Lem: Ciberiada, Jurnalele astrale, Vidul perfect, Poveștile pilotului Pirx, Măreția închipuită sau Un Om Minut. Scrierile sale au fost ecranizate, ca de exemplu Steaua tăcerii, Solaris sau Test pilota Pirxa.
Konrad T. Lewandowski (n. 1966)  este un scriitor de literatură științifico-fantastică și de fantezie și jurnalist, doctor de filosofie, cel mai cunoscut pentru două serii: o serie de aventură politică științifico-fantastică ale unui jurnalist de tabloid, Radosław Tomaszewski, și o serie de fantezie despre un om-tigru numit Ksin. În 1995 a primit premiul Janusz A. Zajdel pentru povestirea scurtă Noteka 2015.
Łukasz Orbitowski (n. 1977) este un eseist. și scriitor de literatură fantastică și de groază. Romanul său de groază Warszawiacy apare online din 2010.
Romuald Pawlak (n. 1967) a scris mai multe cărți, unele sub pseudonime ca Rodney P. Randall și Konrad Amerciki. A scris romane ca Inne okręty (Alte nave, roman de istorie alternativă, 2003), Rycerz bezkonny (Cavaler fără cai, 2004) sau Armia ślepców (Armata orbilor, 2007).
Jacek Piekara (n. 1965) a scris numeroase romane și povestiri. O serie de povestiri ale sale sunt despre inchizitorul Mordimer Madderdin, în 2011 aceste povestiri au fost colectate în șapte cărți, Cykl Inkwizytorski (Ciclul Inchizitorului). Sub pseudonimul Jack de Craft  a scris un roman din universul Conan, Conan. Pani Śmierć.
Andrzej Pilipiuk (n. 1974) este cel mai bine cunoscut pentru seria sa plină de umor despre Jakub Wędrowycz, un exorcist alcoolic și un supererou nedorit. Recent a început o altă serie populară, care prezintă aventurile a trei femei: un vampir de peste 1000 de ani, un alchimist de 300 de ani și un fost agent secret polonez din CBŚ (Biroul Central de Investigații). Un personaj recurent în serie este alchimistul Michał Sędziwój, iar universul este același cu cel al lui Wędrowycz (care își face apariția din când în când în serie).
Jacek Sobota (n. 1969) a scris mai povestiri fantastice. A publicat cărți ca Głos Boga (Vocea lui Dumnezeu, 2006), Padlina (2007), Wyznania idioty (Confesiunile unui idiot, 2016) sau Filozofia fantastyki (Filozofia fanteziei, 2016).
Wit Szostak (n. 1976) este un scriitor și filozof, povestirea sa Miasto grobów. Uwertura (Orașul mormintelor. Uvertura) a primit în 2008 premiul Janusz A. Zajdel.
Janusz Zajdel (1938-1985) a fost un scriitor polonez de științifico-fantastic, precursor al literaturii de ficțiune, specialist în fizică nucleară, autor de articole, broșuri, manuale și cărți științifice. Premiul literar polonez în domeniul ficțiunii al fandomului SF polonez a fost numit în cinstea numelui său. A devenit cel de-al doilea cel mai popular scriitor polonez (după Stanisław Lem), până la moartea sa subită din 1985. Romanele lui Zajdel au creat nucleul științifico-fantasticului social poloneze și al ficțiunii distopice. În lucrările sale, el prevede state totalitare și societăți în colaps. Eroii lui încearcă cu disperare să găsească sens în lumea din jurul lor; uneori, ca și în Cilinder van Troffa, sunt străini dintr-un alt moment sau loc, încercând să se adapteze la un nou mediu. Principala temă recurentă din lucrările sale este compararea situațiilor sumbre și fără speranță ale cititorilor cu ceea ce se poate întâmpla în spațiul cosmic dacă ducem ideile și obiceiurile totalitare în lumile din spațiul cosmic: Republicile Spațiului Roșu sau Lagărele Spațiale de Muncă sau ambele. A scris romane ca Lalande 21185 (1966), Dreptul la întoarcere (1975), Cilindrul lui Van Troff (1980) sau Întregul adevăr despre planeta Ksi (1983).
Rafał A. Ziemkiewicz (n. 1964) a fost unul dintre cei mai populari autori polonezi de science fiction în anii 1990. Pentru romanele sale Pieprzony los kataryniarza (1995) și Walc stulecia (Valsul secolului. 1998), precum și povestea lui scurtă Śpiąca królewna (Frumoasa adormită, 1996) a fost distins cu prestigiosul Premiu Janusz A. Zajdel. O temă populară în lucrările sale este soarta Poloniei și, în general, a Europei, în viitorul apropiat (de la mai câțiva ani la mai multe zeci de ani în viitor). Cărțile sale prezintă de multe ori viitorul în culori întunecate, arătând că Comunitatea Statelor Independente se dezintegrează într-un război civil, Uniunea Europeană devenind neputincioasă în fața terorismului islamic; iar capitalismul prădător și corectitudinea politică luate ad absurdum duc la eroziunea moralității și a eticii. Astfel, cărțile sale sunt adesea clasificate ca ficțiune politică și științifico-fantastic social, deși ele nu mai sunt văzute ca ficțiune distopică.
Andrzej Zimniak (n. 1946) este fizician, chimist și scriitor de science fiction. A publicat două romane și opt colecții de povestiri scurte. Romanele sale sunt Marcjanna i aniołowie (Marcjanna și îngerii, 1989) și Biały rój (Roi alb, 2007).
Andrzej Ziemiański (n. 1960) este arhitect și autor care a scris sub pseudonimul Patrick Shoughnessy. A scris lucrări științifico-fantastice, fantastice, thriller și polițiste. Scrierile științifico-fantastice au teme post-apocaliptice (cum ar fi povestirea Autobahn nach Poznan) sau de istorie alternativă (Bomba Heisenberga). Cea mai recentă serie de fantezie a sa este Achaja (2002, 2003 și 2004), despre tânăra prințesă Achaia care din cauza intrigilor mamei sale vitrege este capturată de forțele din Luan unde este torturată și făcută sclavă.  A publicat romane ca Wojny urojone (Război imaginar, 1987), Miecz Orientu (Sabia Orientului, 2006), Wzgórze zwane Cymbo (Un deal numit Cymbo, fragment, inițial autorul a vrut să scrie un roman Vrăjitoare dar nu l-a finalizat), Żołnierze grzechu (Soldații păcatului, 2010) sau Za progiem grobu (Pragul mormântului, 2012). Antologia Zapach szkła (Mirosul sticlei) din 2004 conține povestiri ca Autobahn nach Poznań, Bomba Heisenberga, Zapach szkła, Waniliowe plantacje Wrocławia, Legenda, czyli pijąc wódkę we Wrocławiu w 1999 roku, Lodowa opowieść.

## Edituri
Există două mari reviste science fiction și fantastice în Polonia. Cel mai veche este Nowa Fantastyka (care a apărut în 1982-1990 ca Fantastyka). O altă revistă, fondată în 2001, este Science Fiction, Fantasy i Horror, care publică în principal opere poloneze și mult mai puține traduceri decât Nowa Fantastyka. Începând cu anul 2006, ambele au avut un tiraj de circa 8.000-15.000 de exemplare. Printre alte reviste cu apariție neregulată se numără Fenix (1990-2001), SFinks (1994-2002) și Magia i Miecz (1993-2002). Mai multe sunt publicate online sub formă de webzine, inclusiv Fahrenheit și Esensja.
Există două mari edituri poloneze specializate în ficțiunea științifico-fantastică și de fantezie din Polonia, Fabryka Słów și Runa. SuperNOWA, odată o editură dominantă în acest domeniu, în prezent a pierdut mult din această poziție. MAG și Solaris publică în cea mai mare parte traduceri. Operele științifico-fantastice poloneze considerate a avea succes de piață sunt publicate și de editurile principale mainstream; aceste edituri publică din ce în ce mai mult lucrări științifico-fantastice. O carte cu un tiraj de peste 10.000 de exemplare este considerată un bestseller în Polonia.

## Fandom

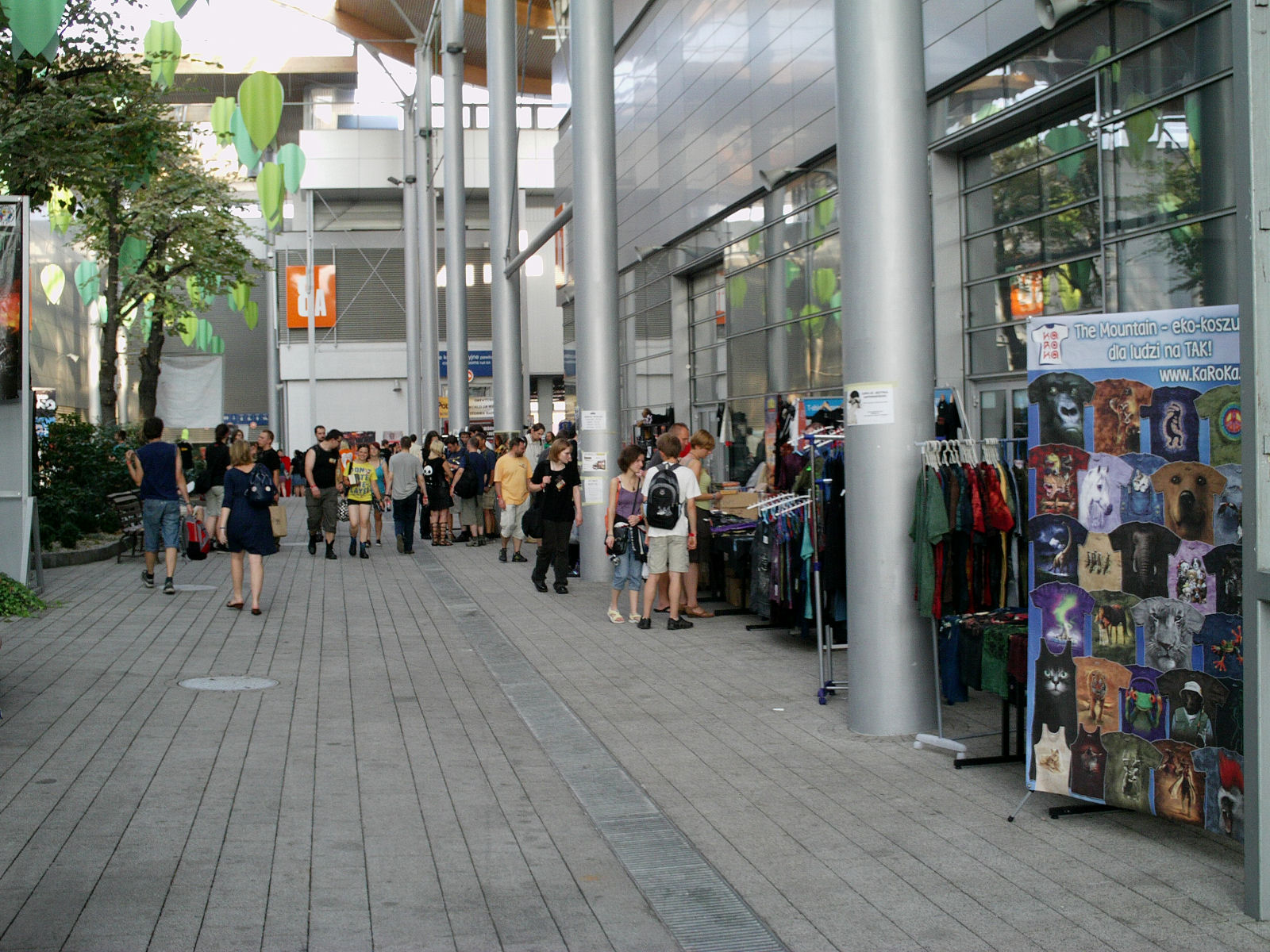
Polcon 2011

Fandomul science fiction  polonez este proeminent, cu zeci de convenții science-fiction în toată Polonia. Cea mai mare convenție SF poloneză este Polcon (prima ediție a avut loc în 1982), altele convenții proeminente sunt Falkon, Imladris, Krakon și Nordcon. Două dintre cele mai mari premii acordate de fandomul polonez sunt Premiul Janusz A. Zajdel și Premiul Nautilus; altele premii notabile sunt: Śląkfa - premiul celui mai vechi club fandom polonez și Clubul Fantasy din Silezia - Śląski Klub Fantastyki, ŚKF. Convențiile science fiction din Polonia sunt de facto aproape întotdeauna convenții science fiction și de fantezie și sunt adesea amestecate foarte mult cu convențiile jocurilor de rol (RPG). Pe de altă parte, deși în Polonia au loc și numeroase convenții manga și anime, acestea sunt, de obicei, separate de science fiction și de convențiile de jocuri. Cele mai importante cărți de benzi desenate și convenții științifico-fantastice din Polonia includ Warsaw Comic Con și Festivalul Internațional de Benzi Desenate și de Jocuri de la Lodz (Międzynarodowy Festiwal Komiksu i Gier w Łodzi).

## Alte medii

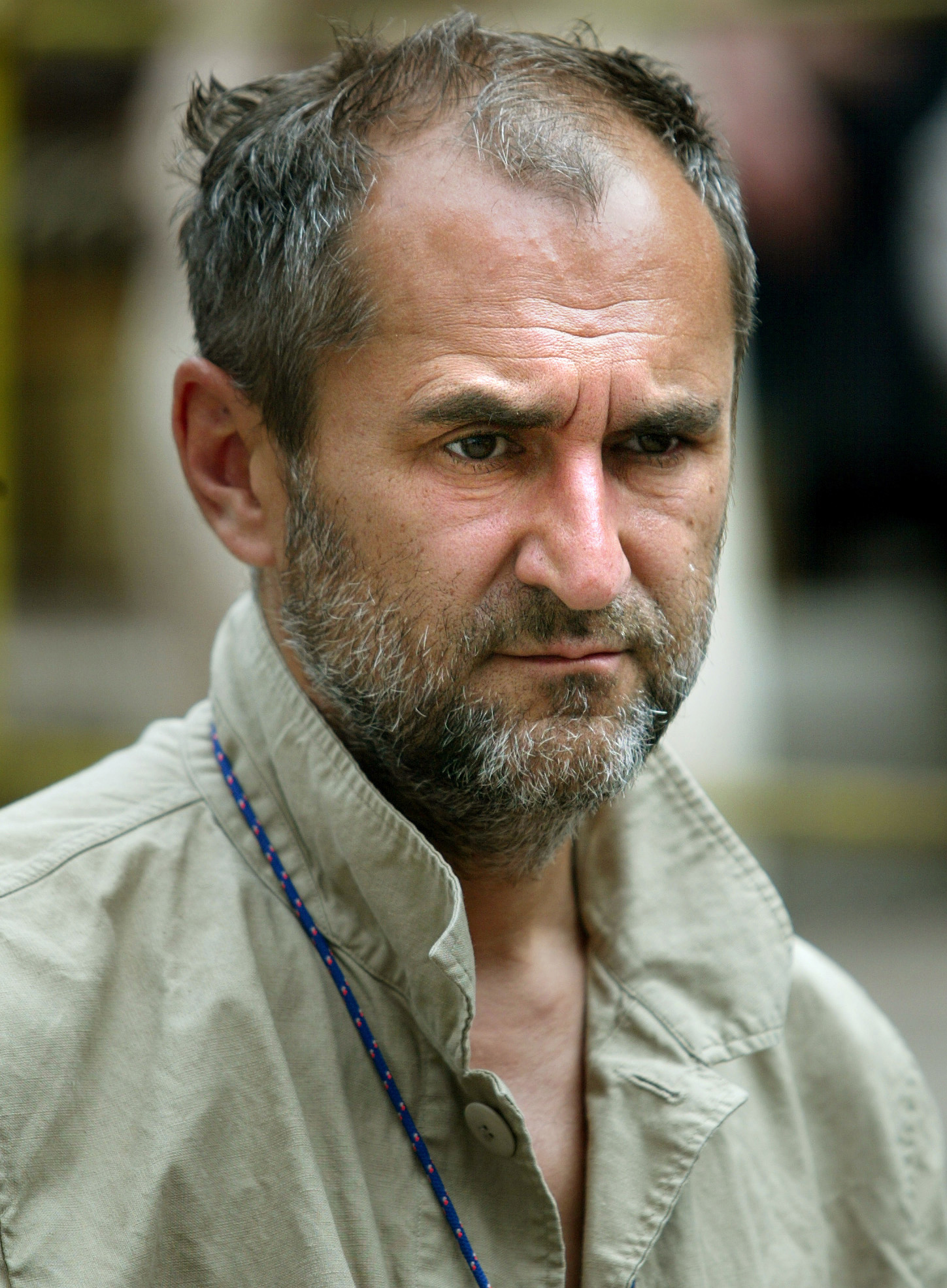
Regizorul Piotr Szulkin a regizat patru filme SF

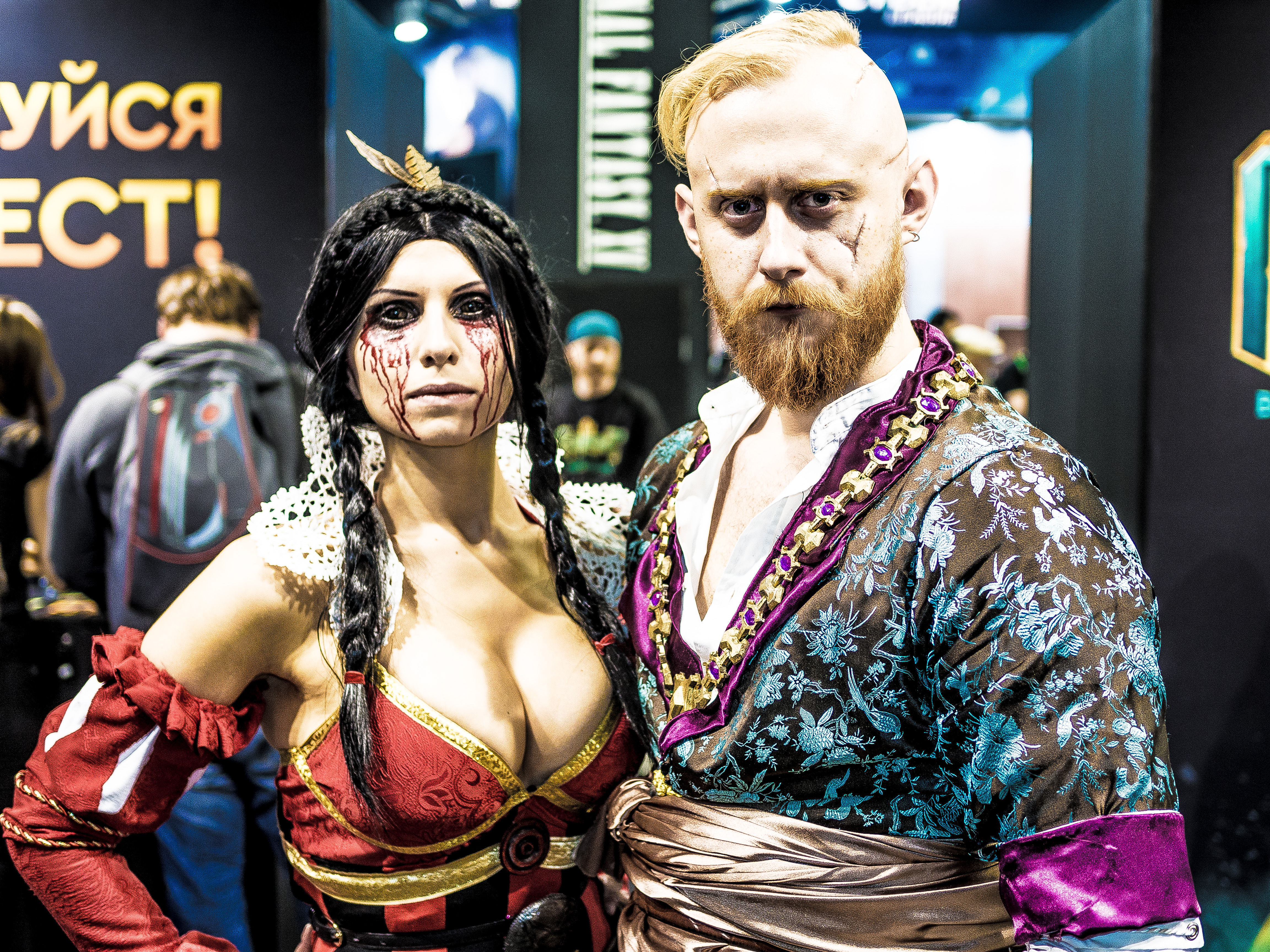
Târgul de jocuri IgroMir 2016 din Rusia - modele de promovare a jocurilor The Witcher - Wiedźmin

Literatura poloneză științifico-fantastică nu a avut un impact prea mare asupra mass-mediei netipărite cum ar fi cinematografia, televiziunea și jocurile pe calculator, deși în Polonia au fost făcute mai multe filme și jocuri în genurile science fiction, fantasy și horror. Excepția notabilă este Seksmisja (Misiunea Sexului), care a devenit un film de cult în Polonia și a fost difuzat pe scară largă în străinătate, de exemplu în Marea Britanie. Alte exemple mai puțin cunoscute sunt filmele lui Piotr Szulkin (1950-2018). Szulkin a primit premiul pentru cel mai bun regizor de filme SF la Eurocon 1984.  În 1981 a realizat un film SF,  Wojna światów – następne stulecie (Războiul lumilor - secolul următor), bazat pe romanul Războiul lumilor de H. G. Wells. În 1985 a regizat un alt film SF, O-bi, O-ba. Koniec cywilizacji (O-Bi, O-Ba: Sfârșitul civilizației). Cele două filme, împreună cu un alt film SF (și de groază) al regizorului, Ga, ga. Chwała bohaterom (Ga, Ga - Gloria eroilor) din 1986, au apărut într-un pachet de DVD-uri în 2003. Cele trei filme, împreună cu Golem (film  din 1979), au format o tetralogie a regizorului Piotr Szulkin de filme științifico-fantastice și de groază. Golem are loc într-un viitor post-apocaliptic, la câteva decenii după un dezastru nuclear, într-o lume condusă de un sistem totalitar.
În 1988 a apărut filmul Na srebrnym globie realizat parțial în perioada 1975-1985, dar interzis zece ani de Ministerul Culturii din Polonia.  Filmul a fost regizat de Andrzej Żuławski și adaptat după un roman omonim de Jerzy Żuławski, unchiul regizorului. Romanul este prima parte a Trilogiei Lunare (Trylogia Księżycowa).
La sfârșitul anilor 2000, seria jocurilor de calculator The Witcher (Wiedźmin) a devenit un best-seller la nivel mondial. Seria The Witcher are la bază seria de cărți omonimă a scriitorului polonez Andrzej Sapkowski și conține jocurile video The Witcher, The Witcher 2: Assassins of Kings,  The Witcher Adventure Game,  The Witcher Battle Arena,  The Witcher 3: Wild Hunt (Hearts of Stone și Blood and Wine), Gwent: The Witcher Card Game și  Thronebreaker: The Witcher Tales.